# Юлий (Брауншвайг-Волфенбютел)
Вижте пояснителната страница за други личности с името Юлий.
Юлий или Юулиус (на немски: Julius; * 29 юни 1528, Волфенбютел; † 3 май 1589, Волфенбютел) от род Велфи (Среден Дом Брауншвайг), е херцог на Херцогство Брауншвайг-Люнебург, от 1568 г. до смъртта си княз на Брауншвайг-Волфенбютел и от 1584 до 1589 г. княз на Каленберг. От 1553 до 1554 г. е епископ на Минден. Той се смята за един от най-значимите владетели на княжеството си.

## Живот
Той е третият син на херцог Хайнрих II Млади (1489 – 1568) и Мария фон Вюртемберг (1496 – 1541), дъщеря на граф Хайнрих фон Вюртемберг.
Юлий е обучаван за духовническа кариера, следва в Кьолн и Льовен. От 1550 г. той пътува из Франция. Там той купува романи за рицари, които са основата за световноизвестната библиотека Волфенбютел. На 23 април 1553 г. е избран за епископ на Минден.
Неговите по-големи братя Карл Виктор (1525 – 1553) и Филип Магнус (1527 – 1553) са убити през 1553 г. в битката при Зиверсхаузен (на 9 юли 1553) и Юлий става престолонаследник. През февруари 1554 г. напуска духовничеството и се настанява в дворец Хесен, близо до резиденцията Волфенбютел.
На 25 февруари 1560 г. в Кьолн (Берлин) на Шпрее Юлий се жени за Хедвиг фон Бранденбург (* 23 февруари 1540, † 21 октомври 1602), дъщеря на курфюрст Йоахим II фон Бранденбург от род Хоенцолерн (1505 – 1571) и втората му съпруга Ядвига Ягелонка (1513 – 1573), дъщеря на полския крал Зигмунт I Стари.
Два месеца след започването на неговото управление през 1568 г. той въвежда реформацията в страната си. През 1568 г. Юлий основава университет в Хелмщет (Alma Julia). На 1 януари 1569 г. Юлий пише нова църковна конституция.
Той има военни конфликти с град Брауншвайг и често го обсажда. През 1571 г. дава на търговското селище до двореца си името Хайнрихщад. Той увеличава територията си чрез наследство. През 1582 г. получава части от Графство Хоя, през 1584 г. Княжество Брауншвайг-Каленберг.
- Хедвиг фон Бранденбург
- Картина на стената с херцог Юлий в халето в Бад Харцбург

## Деца
Юлий и Хедвиг фон Бранденбург имат децата:
- София Хедвиг (1561 – 1631)

∞ 1577 херцог Ернст Лудвиг от Померания-Волгаст (1545 – 1592)
- Хайнрих Юлий (1564 – 1613), херцог на Брауншвайг-Волфенбютел

∞ 1. 1585 принцеса Доротея Саксонска (1563 – 1587)
∞ 2. 1590 принцеса Елизабет Датска (1573 – 1625)
- Мария (1566 – 1626)

∞ 1582 херцог Франц II фон Саксония-Лауенбург (1547 – 1619)
- Елизабет (1567 – 1618)

∞ 1. 1583 граф Адолф XIII фон Холщайн-Шауенбург († 1601)
∞ 2. 1604 херцог Христоф фон Брауншвайг-Харбург († 1606)
- Филип Сигизмунд (1568 – 1623), епископ на Ферден и Оснабрюк
- Маргарета (1571 – 1580)
- Йоахим Карл (1573 – 1615), отказва женитба с шведската принцеса Маргарета Елизабет, и от 1592 г. е домпропст и кмет на Страсбург
- Сабина Катарина (1574 – 1590)
- Доротея Августа (1577 – 1625), абатиса на Гандерсхайм
- Юлий Август (1578 – 1617), абат на Михаелщайн
- Хедвиг (1580 – 1657)

∞ 1621 херцог Ото III фон Брауншвайг-Харбург (1572 – 1641)